# ويليام ريتشاردسون
ويليام ريتشاردسون (بالإنجليزية: W. G. Richardson)‏ (29 مايو 1909 دورهام، إنجلترا المملكة المتحدة - 29 مارس 1959 برمنغهام المملكة المتحدة) هو لاعب كرة قدم بريطاني سابق كان يلعب كمهاجم.

## روابط خارجية
- ويليام ريتشاردسون على موقع قاعدة بيانات كرة القدم.إي يو (الإنجليزية)
- ويليام ريتشاردسون على موقع ناشيونال فوتبول تيمز (الإنجليزية)